# 嚶鳴雑誌
嚶鳴雑誌（おうめいざっし）とは、明治時代に出された嚶鳴社の機関誌。自由民権期の政論雑誌。

## 概要
1879年10月25日、嚶鳴社を主宰していた沼間守一らが、「嚶鳴社の社員の意見を世に公にする手段」として創刊した。前期は沼間守一，末広鐵腸、青木匡、肥塚龍ら嚶鳴社メンバーの政談演説の草稿を収録し、末広鉄腸が校閲。後期は島田三郎が編集・校閲の中心となり、会員だけでなく自由民権運動を支持する人々からの記事・論文を掲載し、欧米の政治・経済思想や自由主義の普及のための意見・評論、嚶鳴社員の演説筆記など活動報告などが載せられ、民権運動に大きな影響を与えた。
発行は不定期であったが、後に旬刊となる（一時期は月5回出された時期もあった）。嚶鳴社解散後の1883年5月10日、與論社の東京輿論新誌と合併するために75号で終刊となる。